# 힐스테이트 죽전역 더 퍼스트
힐스테이트 죽전역 더 퍼스트(영어: Hillstate Jukjeon Station The First)는 대한민국 대구광역시 달서구 감삼동에 위치한 아파트다.

## 같이 보기
- 대구광역시의 마천루 목록